# دهستان مازول
مازول، دهستانی است از توابع بخش مرکزی شهرستان نیشابور در استان خراسان رضوی ایران.مرکز این دهستان روستای قطن آباد است. این دهستان دارای ۵۵ آبادی با سکنه است. و در مجموع دارای۶۶ آبادی است

## جمعیت
بر اساس سرشماری سال ۱۳۸۵جمعیت آن36053نفر (۷۸۷۲خانوار) بوده‌است.